# Isaac Mussaphia
Isaac Mussaphia (* 1684/85 wahrscheinlich in Hamburg; † im Mai 1760 in Kiel) war ein Hofjude.

## Leben
Isaac Mussaphia war ein Sohn des Hofjuden Jacob Mussaphia und dessen erster Ehefrau Ribca. Er hatte zwei jüngere und einen älteren Bruder, die volljährig wurden, darunter Joseph Mussaphia. Er verbrachte die Kindheit wahrscheinlich in Hamburg und arbeitete bereits in jungen Jahren in der Firma seines Vaters.
Im Jahr 1703 ist Mussaphia erstmals in Quellen zu finden. Hier prozessierte sein Bruder Joseph am Hof der Herzöge von Schleswig-Holstein-Gottorf aufgrund von Vorkommnissen bei der Produktion der Tönninger Münze während der Zeit des Herzogs Friedrich IV. Ab diesem Zeitpunkt übernahm Isaac Mussaphia wahrscheinlich die Führung des väterlichen Unternehmens von seinem Bruder Joseph und verhandelte auch mit der Regierung. Ein Jahr später zog er mit zwölf weiteren Familienoberhäuptern sephardischer Familien nach Altona. Nach vorhergehenden längeren Konflikten zwischen Mitgliedern der Gemeinde sephardischer Juden nutzten sie ein Privileg von König Friedrich IV. von Dänemark und gründeten in Altona eine eigene Gemeinde. Kurze Zeit später gingen die Familien, so wahrscheinlich auch Mussaphia, wieder nach Hamburg.
Im Sommer 1708 reisten Isaac und Joseph Mussaphia nach Stockholm und baten Hedwig Sophie, die  Witwe des 1702 verstorbenen Herzogs Friedrich IV., erfolgreich darum, den Münzprozess wieder aufzunehmen. Dabei half ihnen vermutlich Magnus von Wedderkop. Um diese Zeitraum bemühte sich Mussaphia mit seinen beiden jüngeren Brüder beim Gottorfer Hof um die erneute Pacht der Tönninger Münze, scheiterte jedoch. Joseph Mussaphia starb im Jahr 1709. Der gegen ihn laufende Prozess endete im März 1711 mit demselben Urteil wie aus dem Jahr 1705. Isaac Mussaphia kooperierte danach wohl mit von Wedderkops Gegner Georg Heinrich von Görtz und einigte sich mit der Gottorfer Regierung auf seine umfassende Entlastung. Zuvor hatten beide Parteien eine Schuldverschreibung des dänischen Königs aus dem Jahr 1667, die die Mussaphias besaßen, mit Strafgelder in Höhe von 18.000 Reichstalern verrechnet. Die Abwicklung dieser Geschäfte dauerte lange und blieb lückenhaft; eine Anweisung von Görtz, die Geschäfte der Kriegskasse ab 1700 zu klären, wurde erst 1713 umgesetzt. Eine Abrechnung mit der Rentenkasse über das Jahr 1701 hinaus erfolgte nicht.
Im März 1712 setzte der Lübecker Fürstbischof Christian August als Vormund des minderjährigen Herzogs Karl Friedrich Mussaphia als Hofjuden ein. Dieser hatte somit die Pflicht, seinen Wohnsitz nach Schleswig zu verlegen. Da er danach weiterhin Geschäfte von Hamburg aus machte, erfüllte er diese Auflage wohl nur formell. Gemeinsam mit seinem jüngeren Bruder Abraham, der ebenfalls in Hamburg lebte, leitete er weiterhin das Geschäft seines Vaters. Während sein Vater über große Finanzmittel verfügt hatte und als kreditwürdig galt, bekam Isaac Mussaphia wirtschaftliche Probleme. Im Herbst 1714 fragte er Christian August, ob er ihm monatlich 100 Reichstaler zahlen könne, da er während des Krieges kein Geld verdienen könne und keine Kredite erhalte. Als Antwort auf seine Bitte erhielt er die Aussage, dass er warten müsse, bis wieder Geld in der Rentenkasse sei.
Mussaphia machte, wohl auch aufgrund seiner finanziellen Probleme, unlautere Geschäfte. Im Mai 1714 vereinbarte er in Berlin mit von Görtz, dass er der Regierung mittels Wechseln 50.000 Reichstaler besorgen werde. Bürgschaften hierfür sollten Gottorfer Beamten erteilen. Da anscheinend beide Parteien kurze Zeit später gegen Vereinbarungen verstießen, kam das Geschäft nicht zustande. Mussaphia führte aufgrund von Wechselschulden, die er im Rahmen des Geschäftes eingegangen war, über mehrere Jahrzehnte Prozesse, ebenso aufgrund hoher Beträge, die ihm Landesrentmeister Johann von Clausenheim schuldete. Darüber hinaus handelte Mussaphia während der Amtszeit von Christian August offensichtlich nicht mit größeren Beträgen. 1717 schloss er einen Vertrag über 533 Reichstaler, die er der Regierung für drei Monate vorstrecken sollte. Für den Zeitraum der nächsten zwanzig Jahre gibt es keine Dokumente, die darauf hinweisen, dass Mussaphia Geld beschaffte. 1728 wurde außerdem der als „hochdeutsch“ geltende Jude Samson Levin zum Hofjuden ernannt.
Mussaphia wurde offensichtlich erst wieder benötigt, nachdem 1739 Herzog Karl Friedrich starb und eine vormundschaftliche Regierung für seinen Sohn Karl Peter Ulrich von Holstein-Gottorf in Kraft trat. Diese wollte sogenannte „Landobligationen“ in Höhe von 500 oder 1000 Reichstalern herausgeben, um den Staat liquide zu halten. Diesen Auftrag erhielt Mussaphia, der um Anfang 1741 wieder als Hofjude tätig wurde. Da Levin jedoch als solcher weiterhin tätig war, wurde Mussaphia zum Hof- und Kammeragenten ernannt. Während dieser Zeit dürfte er auch als zweiter Hofjude der Stadt nach Kiel gezogen sein. Im Jahr 1745 geriet Mussaphia in Konflikte mit der Regierung. Er verließ die Stadt zwischenzeitlich ohne Abrechnung der Obligationen. Die Regierung konfiszierte daraufhin sämtliche Unterlagen, die ihm gehörten. Nach einer Beilegung der Auseinandersetzungen existierte eine Kommission, die seine Ansprüche an die Regierung klären sollte, dieses Vorhaben aber nie beendete.
Quellen nennen Mussaphia letztmals am 26. April 1760. An diesem Tag fragte er bei der Regierung nach Unterstützung aufgrund von Krankheit und Arztkosten. Da Levins ältester Sohn am 30. Mai desselben Jahres seine erfolgreiche Bewerbung um Mussaphias Ämter einreichte und dabei auf dessen „neuliches Absterben“ Bezug nahm, muss er im Mai 1760, vermutlich unverheiratet, verstorben sein. Seine Konzession als Schutzjude bekam der Mann seiner Haushälterin.